# Mouna Noureddine
Mouna Noureddine (en árabe: منى نور الدين) (Túnez, 23 de enero de 1937) es una actriz tunecina de cine y teatro.

## Biografía
Saadia Oueslati nació en Túnez en 1937. El seudónimo de Mouna Noureddine le fue sugerido por Mohamed Hedi Remnissi, un artista que trabajaba en el mundo del teatro en la ciudad de Bizerta. Estudió en la escuela primaria de niñas musulmanas de Hammam-Lif, y durante este periodo, formó parte de una compañía de teatro local llamada Ennahdha ettamthilia. Se licenció en 1952 y se matriculó en el colegio de maestros de Túnez. Dos años más tarde, se cambió a la escuela de teatro árabe de la misma ciudad.
A los quince años, Mouna, siendo aún estudiante, conoció durante los ensayos de la obra El mercader de Venecia de William Shakespeare, al joven cómico Noureddine Kasbaoui, con quien se casó más tarde. Noureddine dio a luz a dos niños y cuatro niñas En 1954 trabajó en la compañía municipal de teatro árabe dirigida por el egipcio Zeki Touleïmat.
Al año siguiente, Mohamed Agrebi, director de la compañía municipal de Túnez, la seleccionó para formar parte de su equipo, y con el tiempo se convirtió en la elegida para interpretar los papeles principales de la mayoría de sus obras. Durante su trayectoria apareció en películas de cineastas notables como Moufida Tlatli, Férid Boughdir, Kelthoum Bornaz y Moncef Dhouib.
En febrero de 2021, la alcaldesa de Túnez Souad Abderrahim le rindió homenaje a la actriz por su destacada trayectoria, en un evento celebrado en la Qasba municipal.

## Filmografía destacada
- 2015, Borders of Heaven, de Fares Naanaa
- 2000, The Season of Men, de Moufida Tlatli
- 1997, Keswa, de Kelthoum Bornaz
- 1996, A Summer in La Goulette, de Férid Boughdir
- 1994, The wind of fates, de Ahmed Djemai
- 1992, Les Zazous de la vague, de Mohamed Ali Okbi
- 1992, The Sultan of The Medina, de Moncef Dhouib
- 1989, Nomad heart, de Fitouri Belhiba
- 1989, Layla, my reason, de Taïeb Louhichi
- 1982, Shadow of the Earth, de Taïeb Louhichi

Fuente: